# Андерсон, Дэйв (бейсболист, 1868)
Дэвид Эс Андерсон (англ. David S. Anderson; 10 октября 1868, Честер, Пенсильвания — 22 марта 1897, там же) — американский бейсболист, питчер. Выступал в чемпионате Национальной лиги в составах «Филадельфии» и «Питтсбурга».

## Биография
Дэйв Андерсон родился 10 октября 1868 года в Честере в штате Пенсильвания. В поле зрения скаутов профессиональных бейсбольных клубов он попал в 1889 году, когда выступал за команду из Кейп-Мея в Нью-Джерси. Летом он подписал контракт с «Филадельфией Квейкерс», дебютировав в чемпионате Национальной лиги 24 августа. Оставшуюся часть сезона Андерсон провёл, работая над техникой выполнения подачи, ориентируясь на ведущего питчера команды Чарли Баффинтона.
В январе 1890 года во время переговоров о новом контракте Андерсон случайно ранил себя ножом в ногу. Из-за этого он пропустил часть предсезонных сборов, но вернулся в состав «Филадельфии» к началу чемпионата. После двух проведённых за клуб игр, он был выведен из состава. Часть сезона Андерсон провёл в чемпионате Атлантической ассоциации, играя за «Уилмингтон Блу Хенс». Затем он перешёл в «Питтсбург Аллегейнис», где был одним из основных стартовых питчеров. В 1891 году Андерсон выступал в составе «Лебанон Сидарс» в Восточной ассоциации.
В середине 1890-х годов он был капитаном и питчером независимой команды из Честера, а также занимал должность олдермена одного из городских районов. Скончался Дэйв Андерсон 22 марта 1897 года в возрасте 28 лет.